# Серајоко (Кјети)
Серајоко (итал. Serraiocco) је насеље у Италији у округу Кјети, региону Абруцо.
Према процени из 2011. у насељу је живело 83 становника. Насеље се налази на надморској висини од 129 м.